# Уніхово
Уніхово (пол. Unichowo, нім. Wundichow) — село в Польщі, у гміні Чарна Домбрувка Битівського повіту Поморського воєводства.
Населення — 334 особи (2011).
У 1975-1998 роках село належало до Слупського воєводства.

## Демографія
Демографічна структура станом на 31 березня 2011 року:
|          | Загалом | Допрацездатний вік | Працездатний вік | Постпрацездатний вік |
| -------- | ------- | ------------------ | ---------------- | -------------------- |
| Чоловіки | 172     | 29                 | 128              | 15                   |
| Жінки    | 162     | 35                 | 99               | 28                   |
| Разом    | 334     | 64                 | 227              | 43                   |